# ناثانيل أدجي
ناثانيل أدجي (بالإنجليزية: Nathaniel Adjei)‏ هو لاعب كرة قدم غاني، ولد في 21 أغسطس 2002 في Teshie ‏ في غانا.